# Judà III
Judah III (també anomenat Nesiah II, en hebreu: יהודה הנשיא) va ocupar el càrrec de Nasí de l'antic Sanedrí jueu entre els anys 290 i 320 després de Crist. Era un famós savi jueu esmentat en les obres clàssiques de la llei oral del judaisme, que va viure durant el segle iii i principis del segle iv després de Crist. Judà III apareix en la Mixnà i en el Talmud. Era el net de Judà II i el fill de Gamaliel IV. Judà III va ocupar el càrrec de patriarca, probablement durant el final del segle iii i principis del segle iv, va ser alumne del Rabí Yohanan. Judà III va ordenar als alumnes del Rabí Yohanan: Ami i Asi, organitzar escoles pels nens, a les ciutats de Palestina.Ami apareix especialment com el seu conseller en els afers relacionats amb la Aggadà.